# Helius arcuarius
Helius arcuarius är en tvåvingeart som beskrevs av Alexander 1929. Helius arcuarius ingår i släktet Helius och familjen småharkrankar. Inga underarter finns listade i Catalogue of Life.